# スリナムの交通

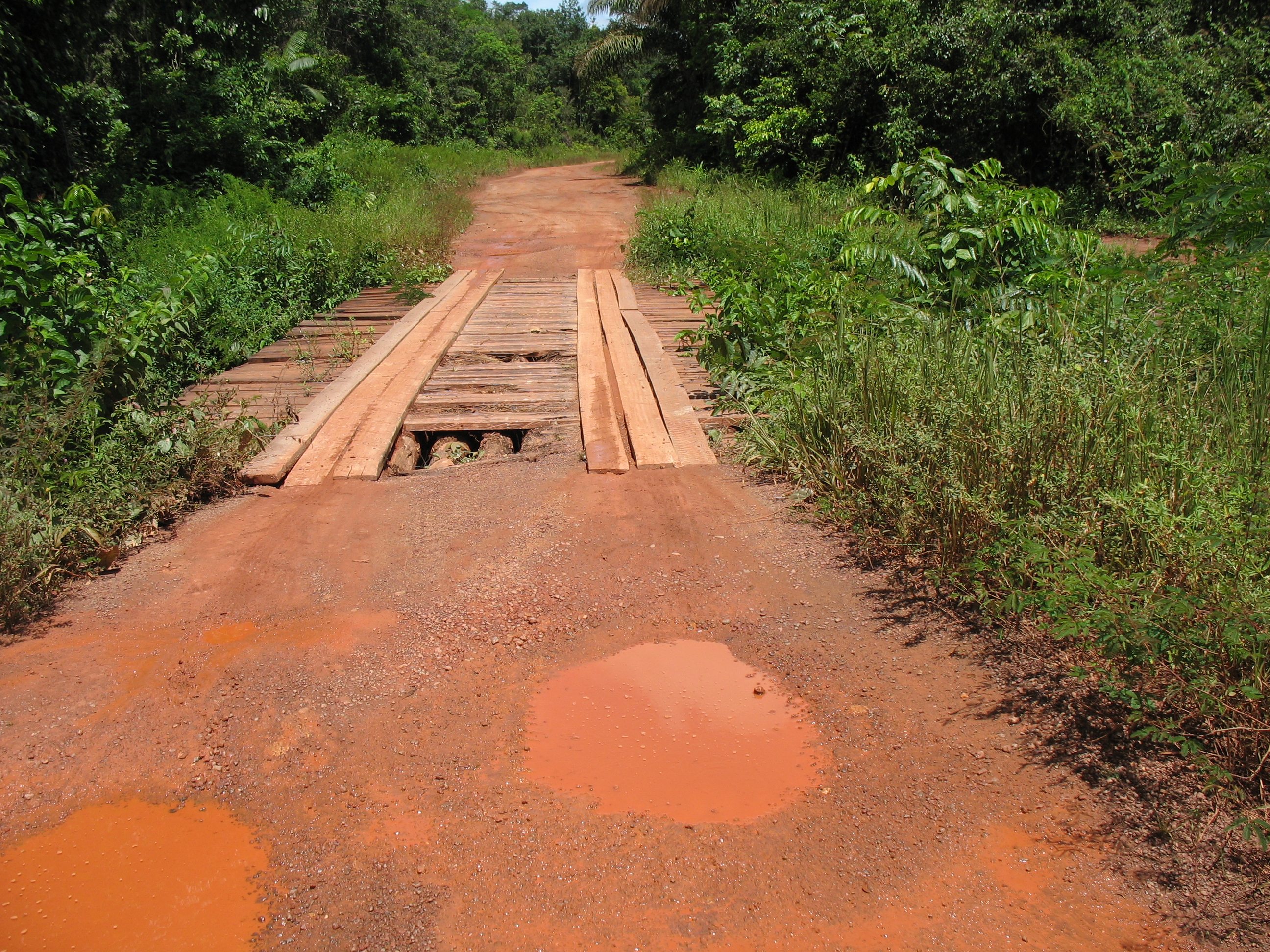
パラマリボとブラウンスウェフの間の主要道路。

スリナム共和国（オランダ語: Republiek Suriname ）にはさまざまな交通手段がある。
地球温暖化に影響する輸送部門からのCO2排出量増加に対して、パリ協定の国が決定する貢献の一部として、スリナムは輸送機器からの排出管理と公共交通機関への投資拡充とに取り組んでいる。

## 鉄道
- 鉄道, 総計: 166 km 単線.[2]
  - 標準軌: 80 km、幅1,435 mm (4 ft 8 1⁄2 in) の線路が西スリナムに存在するが、使用されていない。これは西スリナム計画（West Suriname Plan）の一部として敷設された。
  - 狭軌: 86 km 幅1,000 mm (3 ft 3 3⁄8 in) の線路はラワ鉄道(Lawa Railway)によってオンフェルワハト（英語版）からサラクレーク（英語版）まで敷設された[3]。現在は使用されていない。2014年にオンフェルワハトとパラマリボ中央駅の間で運行を再開する計画が発表された。計画ではパラマリボのヨハン・アドルフ・ペンヘル国際空港までの延伸が含まれていた[4]。しかし2020年5月現在、このプロジェクトは開始されていない。

### 隣接国と接続された鉄道
- なし

## 高速道路

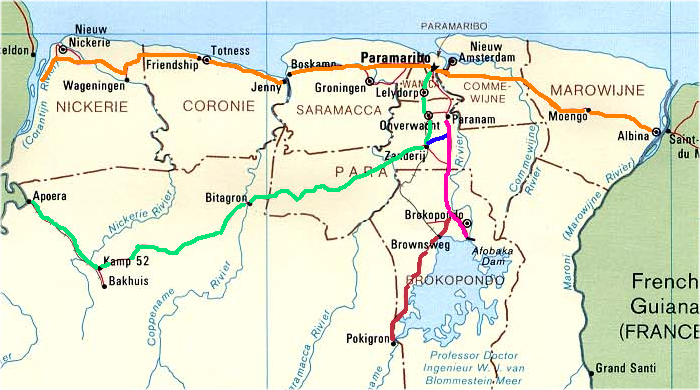
スリナムの主要道路
東西連絡道
南部東西連絡道
デシ・ボーターセ高速道路
アホバッカ道
ポクイグロン道

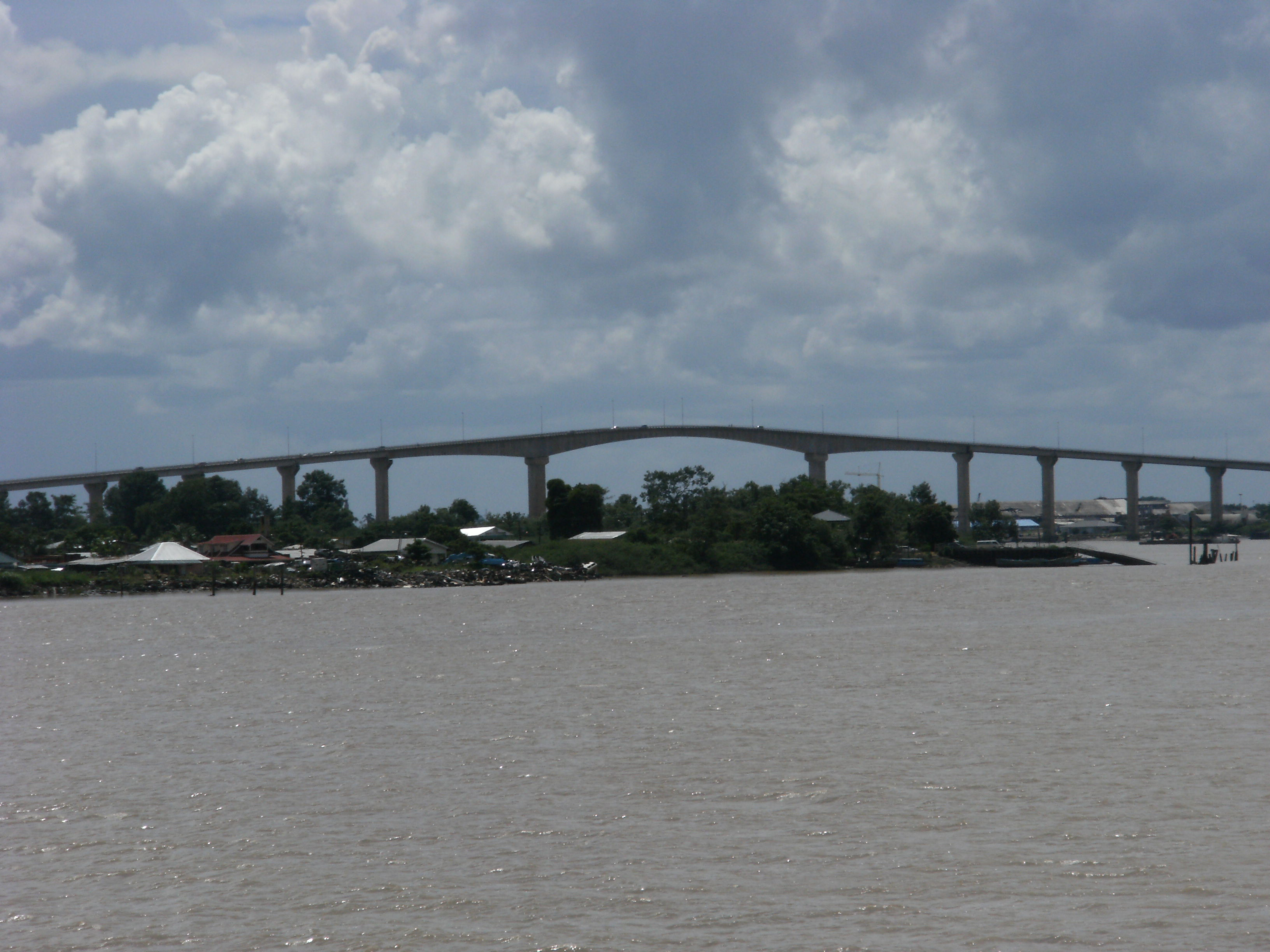
パラマリボ近くのスリナム川に架かるユーレス・ヴェイデンボス橋。

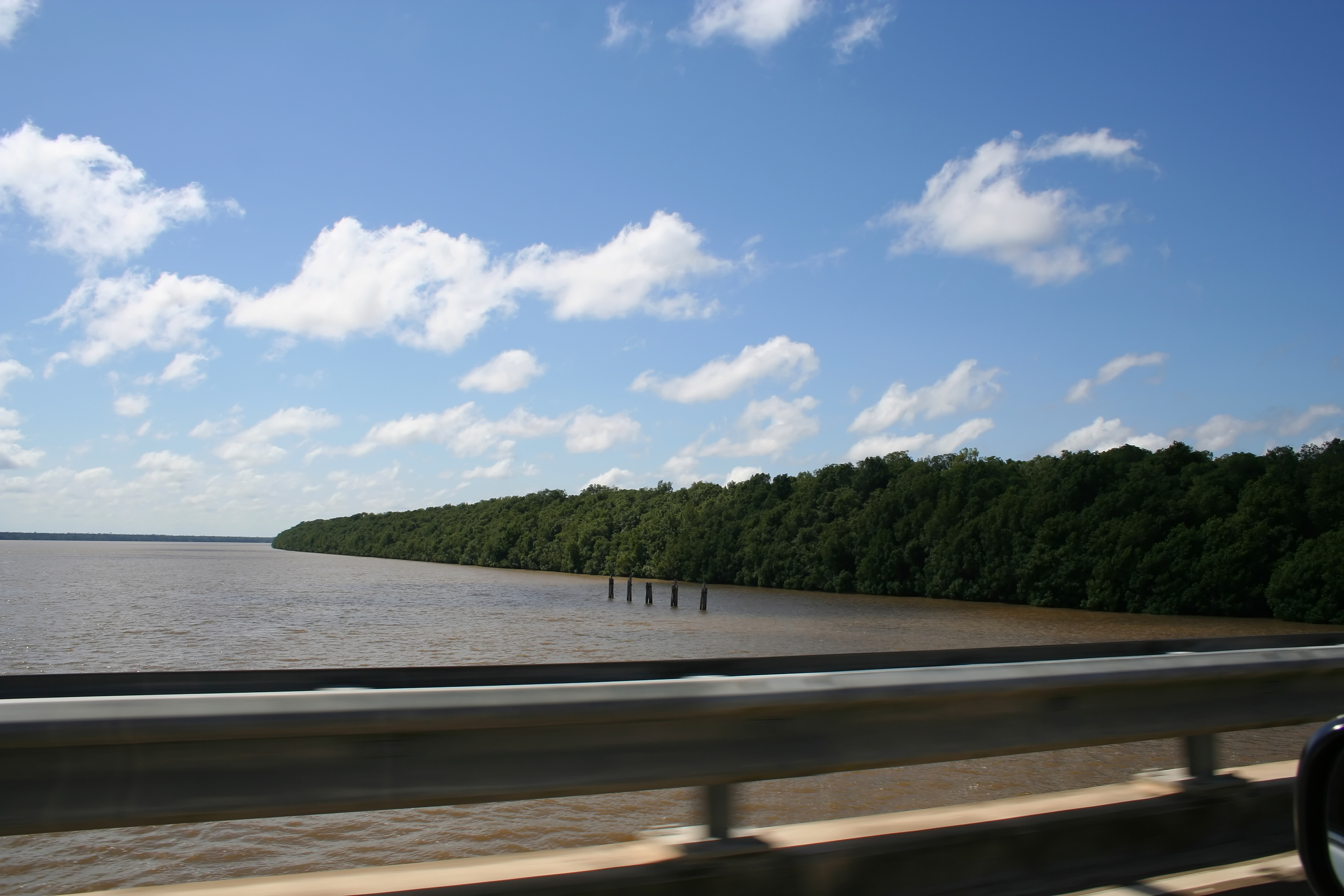
ボスカンプ近くのコッペナーメ川に架かるコッペナーメ橋。

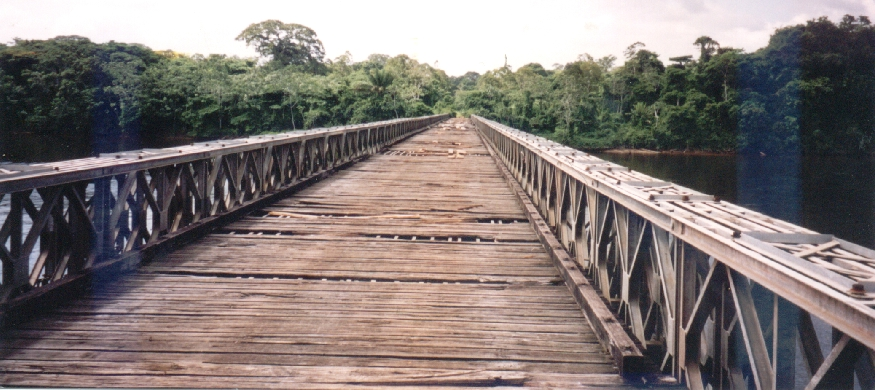
ビタグロン近くのコッペナーメ川に設置されたベイリー橋。

| 東西連絡道 | 南部東西連絡道 |

| デシ・ボーターセ高速道路 |

| アホバッカ道 | ポクイグロン道 |

### アホバッカ道
アホバッカ道は、舗装2車線道路であり、パラナマとアホバッカをアフォバカダム（Afobaka Dam）付近で結ぶ。この道路は北に向かってパラマリボと東西連絡道に接続している。アホバッカ道には2本の主要な支線がある。一つはブロコポンドへの支線。もう一本は舗装道路でブラウンスウェフを経由してポクイグロンにいく支線である。ポクイグロン支線をさらに延伸して、Vier Gebroedersを経由してブラジルに通じる路線は、2020年5月の時点でまだ計画段階である。

### デシ・ボーターセ高速道路
2020年5月15日、デシ・ボーターセ高速道路（Desiré Delano Bouterse Highway）が開通し、スリナムの最初の高速道路となり、パラマリボとヨハン・アドルフ・ペンヘル国際空港間がより短時間で移動可能になった 。

### 東西連絡道路
主要道路は、アルビナとニウ・ニッケリーを結ぶ2車線の東西連絡道路である。この道路は2009年12月17日に完全に舗装された。パラマリボとアプーラ（Apoera）をビタグロン経由で結ぶ南部東西連絡道路があるが、未舗装道路が主である。

### 統計
- 合計：4,304 km（2003） [14]
- 舗装：1,119 km（2003） [14]
- 高速道路：9.6 km（2020） [15]
- 未舗装：3,174 km（2003） [14]

注：左側通行である。アメリカ大陸（島嶼部除く）では、スリナムとその隣国のガイアナのみが、左側通行を維持している。

### 隣接国との道路リンク
- ガイアナ - 存在。フェリーでニウ・ニッケリーからコリバートンに[17]
- ブラジル - なし
- フランス領ギアナ - 存在。フェリーでアルビナからサン＝ローラン＝デュ＝マロニへ[17]

## 水路
1,200 km;最も重要な輸送手段。喫水で最大7mまでの外航船が主要水路の多くを航行可能

### 港湾
- アルビナ（英語版）
- ムンゴ（英語版）
- ニウ・ニッケリー
- パラマリボ：ユレス・シドニー港（英語版）が主要な貨物取扱港 [18]
- パラマリボ：ウォーターカント（英語版）からフェリーが出る[19]
- パラナム（英語版）
- ヴァーヘニンゲン（英語版）

### 商船
- 合計： 10隻 [20]
- タイプ別： （2018）
  - 貨物船 5
  - 石油タンカー 3
  - その他 2

## 空港
- 55（2013） [2]
- スリナムの空港の一覧

### 舗装された滑走路
- 合計：6 [21]
- 3,047 m以上：1
- 914メートル未満：5（2013）

### 未舗装の滑走路
- 合計：49 [22]
- 914〜1,523 m：4
- 914メートル未満：45（2013）